# Glengarry

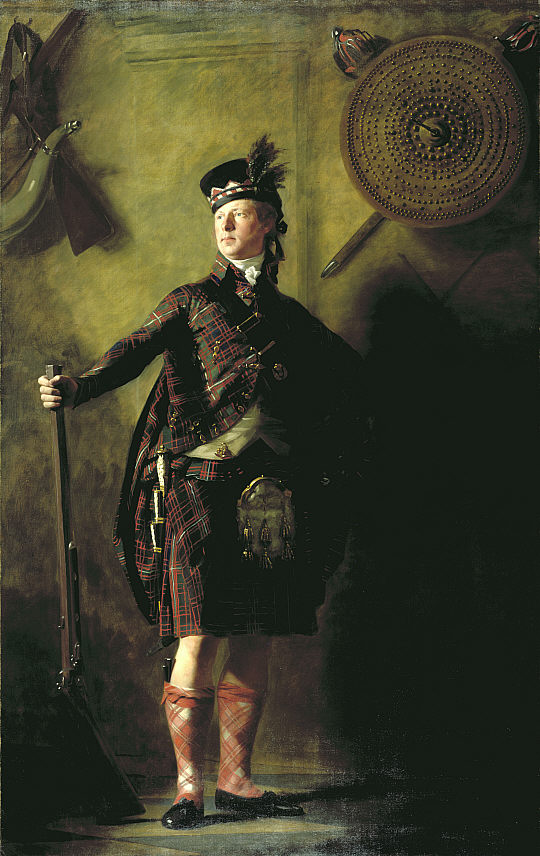
Portret A. Ranaldsona MacDonella w glengarry (mal. Henry Raeburn, 1812)

Glengarry – szkocka furażerka noszona zwykle przez członków szkockich orkiestr i wojskowych.
Wykonywana ze stosunkowo sztywnych materiałów, różni się od kroju kontynentalnego charakterystycznym wyprofilowaniem przodu i dołu, przez co lepiej przylega do głowy. Zwykle ma otok w szachownicę; z boku przytwierdzana jest odznaka jednostki, często także pęk piór w odpowiednim dla jednostki kolorze.
Nazwa tego nakrycia głowy pochodzi od szkockiego pułkownika Alasdaira Ranaldsona McDonella (1771-1828) – przywódcy klanu MacDonellów z Glengarry, będącego pierwowzorem postaci nieposkromionego wodza Fergusa Mac-Ivora z powieści Waverley W. Scotta. Pod koniec XIX wieku przez krótki okres glengarry noszone było przez całą armię brytyjską.